# Phylloscopus budongoensis
Phylloscopus budongoensis é uma espécie de ave da família Phylloscopidae.
Pode ser encontrada nos seguintes países: Camarões, República do Congo, República Democrática do Congo, Guiné Equatorial, Gabão, Quénia e Uganda.
Os seus habitats naturais são: florestas subtropicais ou tropicais húmidas de baixa altitude.